# Olga Gyarmati
Olga Gyarmati (Debrecen, 5 de outubro de 1924 – Greenfield, 27 de outubro de 2013) foi uma atleta e campeã olímpica húngara, que participou de três Jogos Olímpicos competindo em quatro modalidades diferentes do atletismo.
Olga competiu em Londres 1948, Helsinque 1952 e Melbourne 1956 no salto em distância, salto em altura, 200 m rasos e no revezamento 4X100 m. Seu grande sucesso veio na prova inaugural do salto em distância feminino nos Jogos Olímpicos, em Londres 1948, quando conquistou a medalha de ouro estabelecendo a marca olímpica em 5,69 m.